# Chiesa di Santa Maria Assunta (Pedemonte)
La chiesa di Santa Maria Assunta è la parrocchiale di Brancafora, frazione-capoluogo del comune sparso di Pedemonte, in provincia e diocesi di Vicenza; fa parte del vicariato di Arsiero-Schio.

## Storia
La tradizione vuole che l'originaria cappella di Brancafora sia stata fondata nel VII secolo da papa Bonifacio IV; essa, invece, sorse più tardi accanto all'ospizio per pellegrini posto lungo la strada che risaliva la Val d'Astico congiungendo l'Alto vicentino al Trentino e nel 917 venne donata al vescovo di Padova Sibicone.

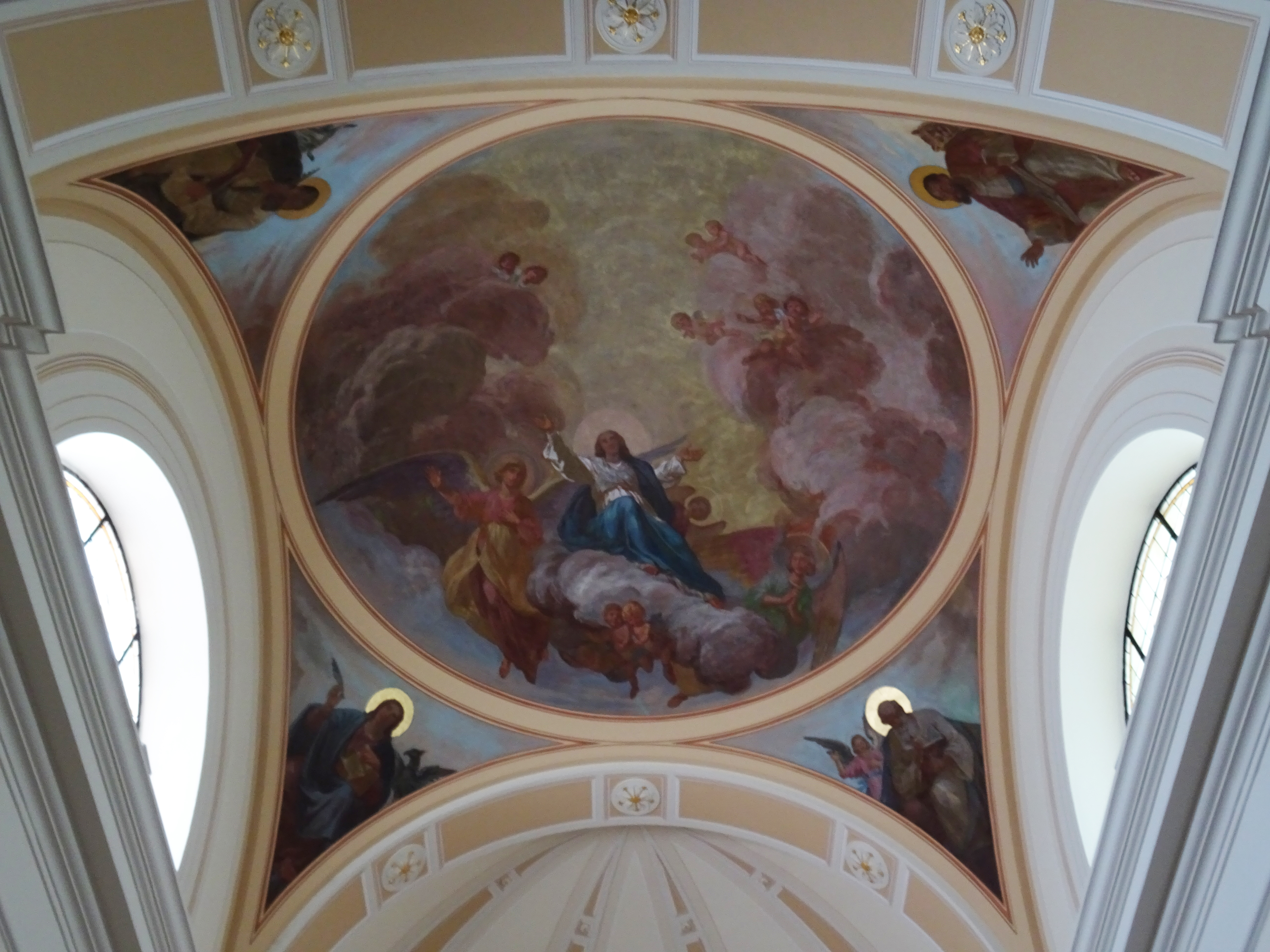
La volta del presbiterio

Nel 1154 papa Adriano IV confermò l'appartenenza del paese alla diocesi di Padova e cinque anni dopo l'ospizio ricevette una donazione da parte della nobildonna Speronella Dalesmanini.

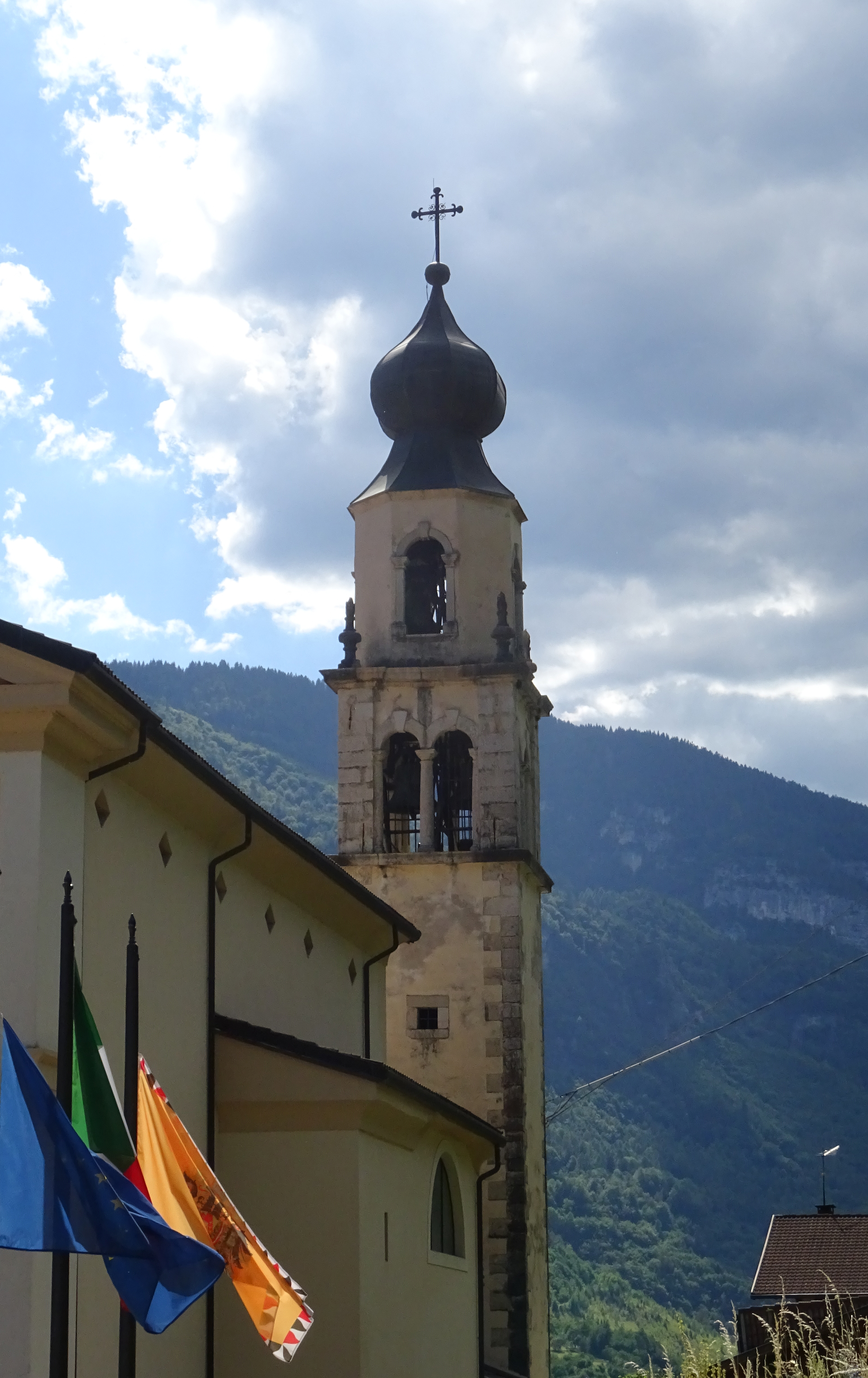
Il campanile

In un periodo compreso tra il termine del Quattrocento e l'inizio del Cinquecento la chiesa fu eretta a parrocchiale ed estese la sua giurisdizione sugli abitati di Scalzeri, Longhi, Ciechi, Carotte, Luserna, Montepiano, Ponteposta, Giaconi e Snideri, ai quali nel 1752 si aggiunse, per pochi anni, pure Lastebasse; nel 1785 Brancafora passò dalla diocesi di Padova alla diocesi di Trento, venendo inserita nel decanato di Levico.
La nuova parrocchiale venne costruita nel 1870 inglobando il campanile settecentesco appartenente all'antico luogo di culto; nel 1913 la chiesa entrò a far parte del decanato di Folgaria, mentre poi nel 1964, in occasione della ridefinizione dei confini dell'arcidiocesi di Trento, fu aggregata alla diocesi di Vicenza.
Nel 2003 la parrocchiale venne adeguata alle norme postconciliari mediante la realizzazione dell'ambone e dell'altare rivolto verso l'assemblea e nel 2005 fu poi restaurata.

## Descrizione

### Esterno
La facciata a capanna della chiesa, rivolta a levante, è suddivisa in tre porzioni: la centrale, leggermente più rientrante, presenta il portale d'ingresso architravato e sopra il rosone inscritto in un arco a tutto sesto, mentre quelle laterali sono abbellite da cornici e specchiature; il prospetto è coronato dal timpano in cui vi è un'apertura cruciforme.

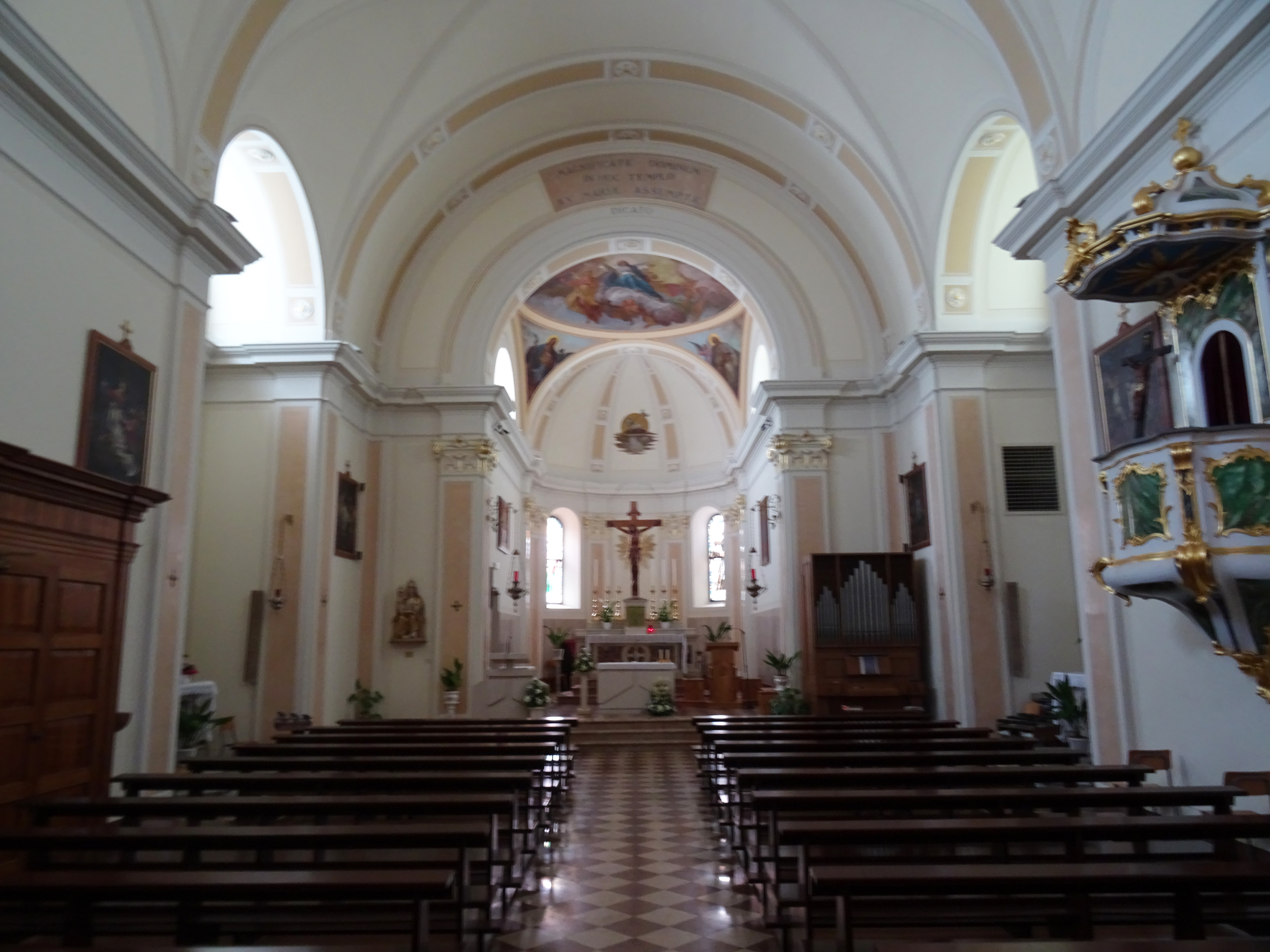
L'interno

Annesso alla parrocchiale è il campanile a pianta quadrata, la cui cella presenta su ogni lato una bifora ed è coronata dalla cupola a cipolla poggiante sull'alto tamburo a base ottagonale.

### Interno
L'interno dell'edificio si compone di un'unica navata, sulla quale si affacciano due cappelle laterali e le cui pareti sono scandite da lesene sorreggenti il cornicione modanato e aggettante sopra il quale si imposta la volta a botte; al termine dell'aula si sviluppa il presbiterio, rialzato di alcuni gradini e chiuso dall'abside poligonale.